# Chirița în Iași (film)
Chirița în Iași este un film românesc din 1988 regizat de Mircea Drăgan. Rolurile principale au fost interpretate de actorii Draga Olteanu-Matei, Dem Rădulescu și Ileana Stana Ionescu.

## Rezumat
Înfoiată Chirița urzește mari planuri matrimoniale, fiindcă of, of ce supărare / de-a avea o față mare!. Nemulțumită de boiernașii care aspiră la mâna fiicelor ei, ea descinde în Iași cu ocazia de a le găsi pretendenți mai de soi. Încurcături, urmăriri, travestiuri, leșinuri, păcăleli, învârteli, romanțe, serenade, un regal al trivialității dat drept umor si ironie.

## Distribuție
Distribuția filmului este alcătuită din:
- Draga Olteanu-Matei — Coana Chirița
- Dem Rădulescu — ispravnicul Grigorie Bârzoi, soțul Chiriței
- Ileana Stana Ionescu — Bălașa Cârcei, sora lui Bârzoi
- Ștefan Tapalagă — Charles („monsiu Șarl”), profesor francez
- Marin Moraru — coțcarul Bondici
- Mișu Fotino — coțcarul Pungescu (menționat Mihai Fotino)
- Cezara Dafinescu — Calipsița, fata Chiriței
- Cornel Constantiniu — căminarul Acachie Cociurlă
- Bianca Ionescu — Aristița, fata Chiriței
- Dorin Anastasiu — paharnicul Lampadie Brustur
- Vasile Gherghilescu — Guliță, fiul Chiriței
- Adriana Șchiopu — camerista Chiva
- Jean Constantin — bucătarul Barabulă
- Iurie Darie — boierul chefliu care pretinde că este serdarul Cuculeț
- Ioana Drăgan — cucoana Gafița
- Adrian Păduraru — Leonaș, tânăr ieșean, nepotul cucoanei Gafița
- Ruxandra Aramă — Luluța, fată orfană
- Dionisie Vitcu — slujitorul Ion
- Rodica Popescu Bitănescu — slujnica Rafira
- Cornel Vulpe — slugerul Vasile Gângu, sameșul de la Focșani
- Teofil Vâlcu — boierul Sandu Napoilă
- Dumitru Rucăreanu — boier chefliu
- Ștefan Sileanu — șetrarul Săbiuță
- Marian Hudac — boier
- Dan Damian — boier
- Emilia Porojan
- Alexandru Lazăr
- Gheorghe Dănilă
- Victor Moldovan
- Violeta Berbiuc
- Mihai Marta
- Nae Lăzărescu — lăutarul țigan
- Gheorghe Ulmeni

## Primire
Filmul a fost vizionat de 1.707.671 de persoane în cinematografele din România, după cum atestă o situație a numărului de spectatori înregistrat de filmele românești de la data premierei și până la data de 31 decembrie 2014 alcătuită de Centrul Național al Cinematografiei.